# La Maison du brouillard
Pour plus de détails, voir Fiche technique et Distribution.
La Maison du brouillard (The House of Mirth) est un film américain réalisé par Albert Capellani, sorti en 1918.

## Fiche technique
- Titre : La Maison du brouillard
- Titre original : The House of Mirth
- Réalisation : Albert Capellani
- Scénario : Albert Capellani et June Mathis d'après le roman d'Edith Wharton
- Photographie : Eugene Gaudio
- Pays de production :  États-Unis
- Format : Noir et blanc - 1,33:1 - Film muet
- Genre : drame
- Durée : 60 minutes
- Date de sortie : 1918

## Distribution
- Katherine Corri Harris : Lily Bart
- Henry Kolker : Lawrence Selden
- Christine Mayo : Bertha Trenor-Dorset
- Joseph Kilgour : Augustus Trenor-Dorset
- Lottie Briscoe : Gertie Farish
- Edward Abeles : Simon Rosedale
- Maggie Western : Mrs Haffen
- Pauline Welch : Nettie Struthers
- Nellie Parker Spaulding : Mrs Penniston
- Sidney Bracey : Percy Gryce
- Morgan Jones : le majordome
- Billy Sullivan